# Paratheridula perniciosa
Paratheridula perniciosa är en spindelart som först beskrevs av Eugen von Keyserling 1886.  Paratheridula perniciosa ingår i släktet Paratheridula och familjen klotspindlar. Inga underarter finns listade i Catalogue of Life.